# Ośrodek Chopinowski w Szafarni
Ośrodek Chopinowski w Szafarni – instytucja kultury samorządu województwa kujawsko-pomorskiego, która powstała dla upamiętnienia pobytu młodego Fryderyka Chopina w Szafarni.

## Charakterystyka

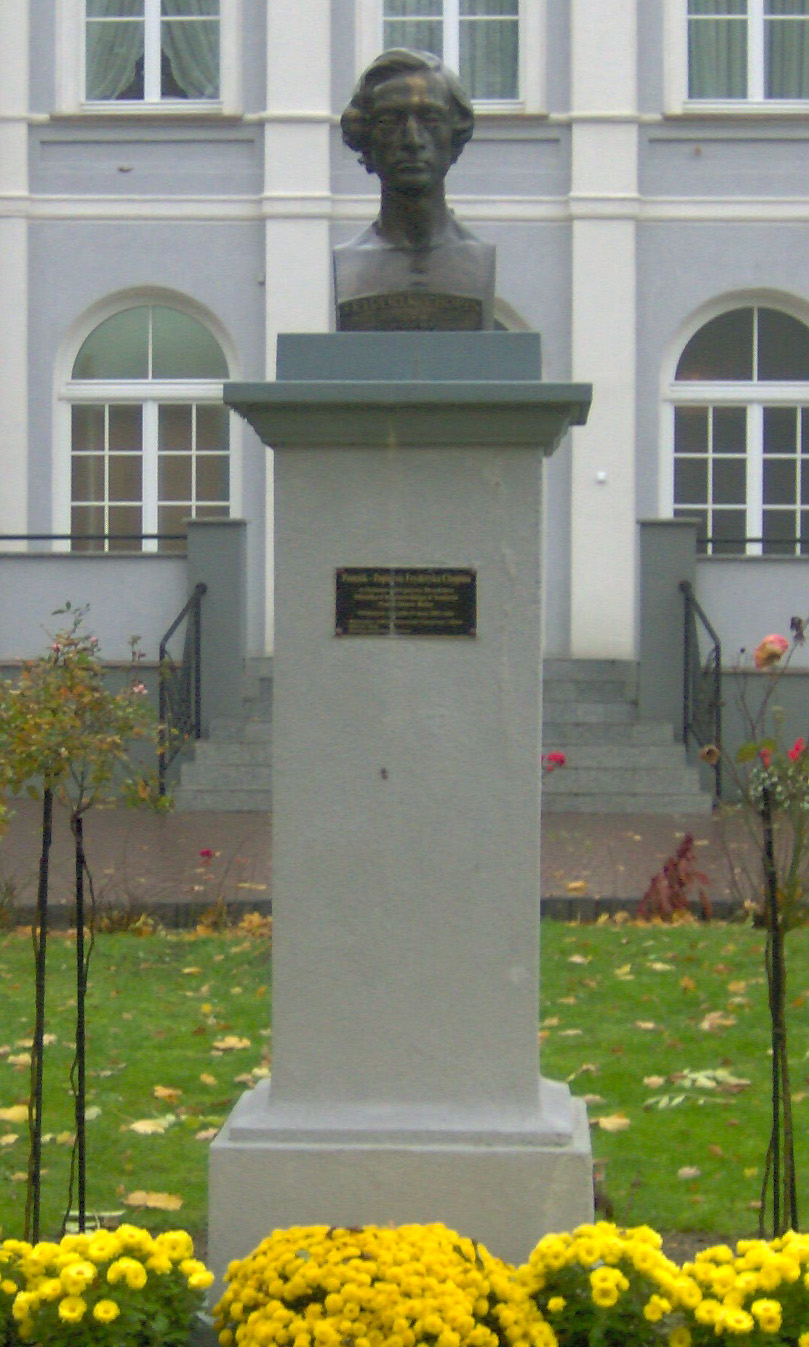
Pomnik Fryderyka Chopina przed dworem

25 września 1949, w 100-lecie śmierci Chopina, odbył się tu pierwszy koncert chopinowski i otwarto Izbę Pamięci Fryderyka Chopina. 7 września 1952 nadano szkole w Szafarni imię Fryderyka Chopina i przemianowano Izbę Pamięci na Ośrodek Kultu Fryderyka Chopina. W latach 1957–1977 ośrodek nosił nazwę Salonu Muzycznego im. Fryderyka Chopina, choć nie posiadał własnego fortepianu, który zakupiono w 1977. W latach 1970–1976 obiekt był niedostępny dla zwiedzających. W styczniu 1979 część dworu uległa zniszczeniu w pożarze, który sprawił, że działalność Ośrodka ponownie została zawieszona. Wiele eksponatów przekazanych wcześniej przez Towarzystwo im. F. Chopina w Warszawie uległo wówczas zniszczeniu. W latach 1980–1988 przeprowadzono kompleksowy remont budynku. W dniu 10 września 1988, w obecności władz wojewódzkich i lokalnych, nastąpiło  oficjalne otwarcie instytucji pod nazwą Ośrodek Kultury im. Fryderyka Chopina w Szafarni. Wydarzeniu temu towarzyszył recital Ewy Pobłockiej połączony z odczytaniem Kuriera Szafarskiego przez aktora Igora Śmiałowskiego. Pierwszym dyrektorem odremontowanego ośrodka była Hanna Kończalska. Do działalności ośrodka należało systematyczne organizowanie koncertów artystów polskich i zagranicznych, głównie recitali fortepianowych. Do ożywienia działalności nowej placówki przyczyniła się dyrektor Elżbieta Buler. 1 września 2004 rozpoczął tu działalność Ośrodek Chopinowski, podległy marszałkowi województwa kujawsko-pomorskiego. 5 stycznia 2009 stanowisko dyrektora objęła dr Agnieszka Brzezińska. Za główne cele postawiła sobie promocję placówki wśród turystów polskich i zagranicznych oraz poszerzenie oferty skierowanej do dzieci i młodzieży.
Ośrodek zajmuje cały pałac i otoczony jest parkiem o powierzchni około 3 ha, w którym staw ma kształt fortepianu. Prowadzi bogatą działalność kulturalną, w ramach której odbywają się koncerty, wystawy, spotkania autorskie, przedstawienia i inne wydarzenia artystyczne mające na celu popularyzowanie wiedzy o życiu i twórczości Fryderyka Chopina. W ramach działalności edukacyjnej w Ośrodku odbywają się audycje muzyczne dla grup dotyczące wybranych aspektów życia i twórczości Fryderyka Chopina. Dla uczniów szkół podstawowych Ośrodek organizuje liczne konkursy: Wojewódzki Konkurs Wiedzy o Fryderyku Chopinie, Wojewódzki Konkurs Recytatorski Poezji i Prozy Poświęconej F. Chopinowi i Muzyce, Wojewódzki Konkurs Literacki dla Szkół Podstawowych „Słowem o Szafarni”.
Od 1992 w Ośrodku organizowany jest Międzynarodowy Konkurs Pianistyczny im. Fryderyka Chopina dla Dzieci i Młodzieży w Szafarni.